# Acryptolaria intermedia
Acryptolaria intermedia is een hydroïdpoliep uit de familie Lafoeidae. De poliep komt uit het geslacht Acryptolaria. Acryptolaria intermedia werd in 2010 voor het eerst wetenschappelijk beschreven door Peña Cantero & Vervoort. 